# 1989 en Belgique
Chronologie de la Belgique
- 1985
- 1986
- 1987
- 1988
- 1989
- 1990
- 1991
- 1992
- 1993

Cette page recense des événements qui se sont produits durant l'année 1989 en Belgique.

## Chronologie

### Janvier 1989
- 12 janvier : loi spéciale relative aux institutions bruxelloises. Création de la Région de Bruxelles-Capitale, sur le territoire de 19 communes bilingues.
- 14 janvier : enlèvement de l'ancien Premier ministre Paul Vanden Boeynants.

### Février 1989
- 12 février : Paul Vanden Boeynants est libéré après versement d'une rançon.

### Mars 1989
- 21 mars : la Chambre des représentants adopte une proposition de loi abaissant à dix-huit ans l'âge de la majorité civile.

### Mai 1989
- 29 et 30 mai : neuvième sommet de l'OTAN à Bruxelles.

### Juin 1989
- 18 juin : élections régionales et européennes.
- Inauguration de la dernière partie de l'autoroute A26, portion de l'E25, dans la province de Luxembourg, reliant l'échangeur de Neufchâteau à Vaux-sur-Sûre, puis à Liège[1].

### Juillet 1989
- 4 juillet : un MiG-23 de l'armée de l'air soviétique viole l'espace aérien belge et s'écrase sur un bâtiment à Kooigem près de Courtrai, faisant un mort. Cet accident provoque une crise diplomatique entre l'URSS et la Belgique.

### Décembre 1989
- 4 décembre : dixième sommet de l'OTAN à Bruxelles.
- 20 décembre : crash d'un Mirage 5 : suite à un problème technique, le  lieutenant aviateur Pieter Demuynck réussit à éviter le crash sur des habitations, et l'avion s'écrase dans un bois à Flémalle (Région wallone).

## Culture

### Architecture

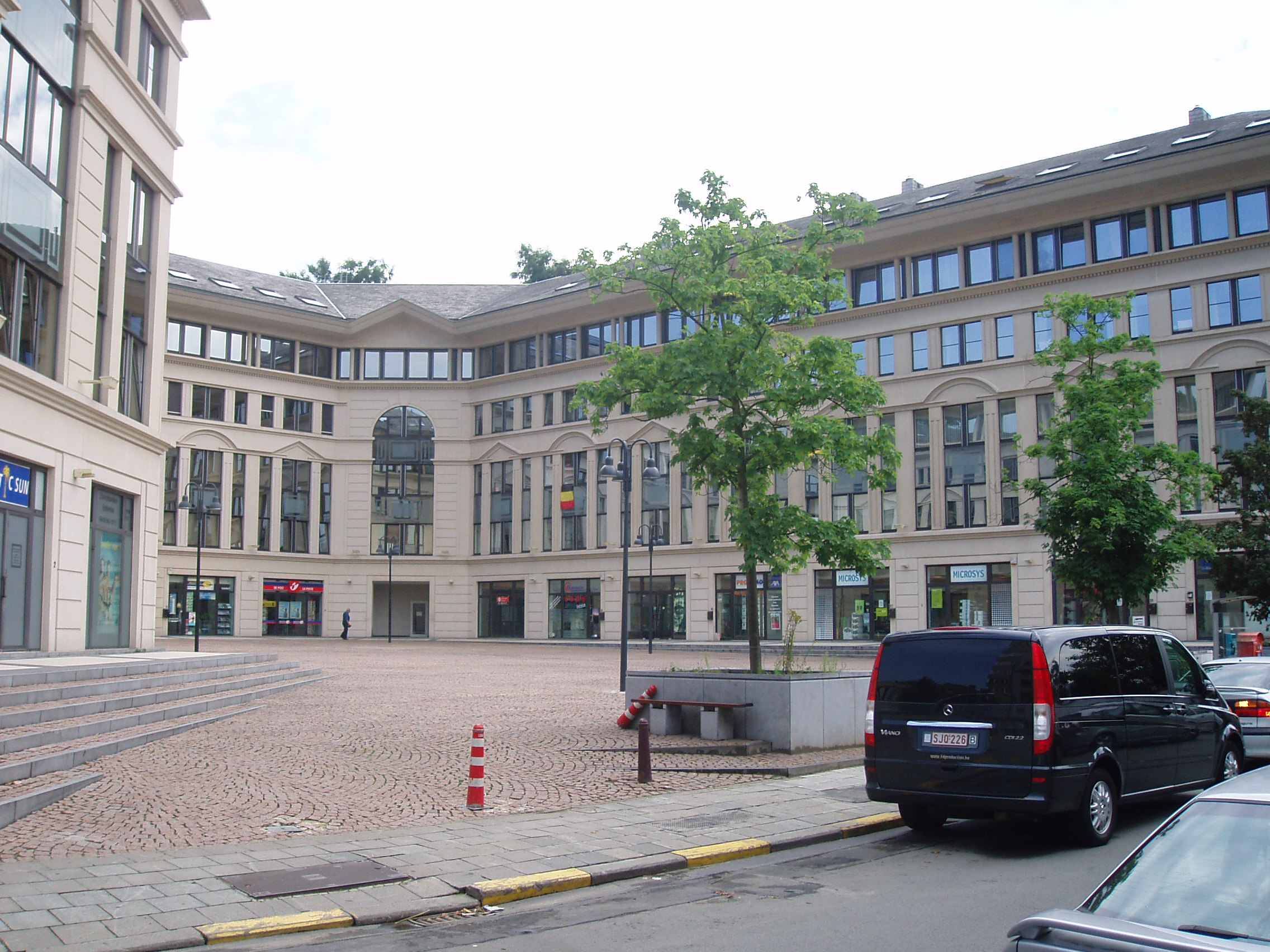
Place communale d'Auderghem (Postmodernisme).

### Littérature
- Prix Rossel : Jean-Claude Bologne, La faute des femmes.

## Sciences
- Prix Francqui : Pierre Pestieau (économie, ULg).

## Naissances
- 12 janvier : Axel Witsel, joueur de football.
- 2 mars : Toby Alderweireld, joueur de football.
- 22 mars : Jelle Vossen, joueur de football.
- 3 mai : Selah Sue, chanteuse.
- 2 août : Nacer Chadli, joueur de football.
- 15 octobre : Joeri Adams, coureur cycliste.
- 25 novembre : Tom Dice, chanteur.
- 28 décembre : Sébastien Dockier, joueur de hockey sur gazon.

## Décès
- 11 février : Théo Dejace, homme politique
- 26 février : Éloi Meulenberg, coureur cycliste
- 28 mars : Madeleine Ozeray, actrice
- 29 mai : Joseph Van Ingelgem, joueur de football
- 10 juillet : Jean-Michel Charlier, scénariste de bande dessinée
- 4 septembre : Georges Simenon, écrivain
- 6 octobre : 
  - Paul Henry (footballeur)
  - Robert Poulet, écrivain, journaliste et collaborateur
- 18 octobre : Abel Dubois, homme politique
- 25 octobre : Gerard Walschap, écrivain de langue néerlandaise.

## Statistiques
- Population totale au 1er janvier 1989 : 9 927 612 habitants[2].